# John Salmons
John Rashalld Salmons (* 12. Dezember 1979 in Philadelphia, Pennsylvania) ist ein US-amerikanischer Basketballspieler. Zuletzt spielte er für die Mannschaft der New Orleans Pelicans in der NBA.

## Highschool und College-Karriere
Mit der Mannschaft der Plymouth Whitemarsch High School gewann Salmons 1997 die Pennsylvania High School State Championship. Nach seiner High-School-Zeit spielte er an der University of Miami in Florida.

## NBA-Karriere
Salmons wurde bei der NBA-Draft 2002 an 26. Stelle von den San Antonio Spurs ausgewählt, die ihn sofort weiter zu den Philadelphia 76ers tradeten.
Am 24. Juli 2006 unterzeichnete er einen mehrjährigen Vertrag bei den Sacramento Kings. Im Spiel gegen die Denver Nuggets gelang ihm am 22. Dezember 2006 mit 21 Punkten, 11 Rebounds und 10 Assists der erste triple-double seiner NBA-Karriere.
Am 18. Februar 2009 wechselte Salmons gemeinsam mit Brad Miller im Tausch für Drew Gooden, Andrés Nocioni, Cedric Simmons und Michael Ruffin zu den Chicago Bulls.
Im Spiel gegen die Boston Celtics gelang ihm am 17. März 2009 mit 38 erzielten Punkten seine bisherige Karrierebestleistung.
Am 18. Februar 2010 wurde er für Joe Alexander und Hakim Warrick zu den Milwaukee Bucks getradet.
Juni 2011 wurde er zurück an die Sacramento Kings transferiert. Für die Kings lief Salmons bis Dezember 2013 auf. Am 10. Dezember 2013 wurde er von den Kings zu den Toronto Raptors getradet. Im Gegenzug wechselte unter anderem Rudy Gay nach Kalifornien.
Im Sommer 2014 wechselte Salmons als Free Agent zu den New Orleans Pelicans. Seit Februar 2015 ist er ohne Verein.